# Бурково (Бриляковский сельсовет)
Бурково — деревня в Городецком районе Нижегородской области. Входит в состав Бриляковского сельсовета. В настоящее время один дом занят постоянно проживающими жителями, остальные дома используются как дачи.
| 2002 | 2010 |
| ---- | ---- |
| 24   | ↘21  |

Во времена СССР в деревне располагалась овцеферма, магазин. От овцефермы в деревне сохранилось центральное водоснабжение (водонапорная вышка).